# Wayne Blackshear
Wayne Fitzgerald Blackshear (Chicago, Illinois, 11 de febrero de 1992) es un jugador de baloncesto estadounidense que pertenece a la plantilla de los Maine Red Claws de la G League. Con 1,97 metros de estatura, juega en la posición de alero.

## Trayectoria deportiva

### Universidad
Tras participar en su etapa de instituto en el prestigioso McDonald's All-American Game, jugó cuatro temporadas con los Cardinals de la Universidad de Louisville, en las que promedió 8,3 puntos y 3,2 rebotes por partido. En 2013 colaboró con 7,6 puntos y 3,1 rebotes por encuentro en la consecución del Torneo de la NCAA.

### Profesional
Tras no ser elegido en el Draft de la NBA de 2015, disputó con San Antonio Spurs las Ligas de Verano de la NBA. En seis partidos promedió 3,5 puntos y 1,2 rebotes. En agosto firmó su primer contrato profesional con el Pistoia Basket 2000 de la Serie A italiana, donde jugó una temporada en la que promedió 10,7 puntos y 3,5 rebotes por partido.
En agosto de 2016 fichó por el Fulgor Libertas Forlì de la Serie A2 Gold, Jugó trece partidos, en los que promedió 15,1 puntos y 5,3 rebotes, pero se lesionó de gravedad en la rodilla en el mes de diciembre, y en marzo de 2017 decidieron rescindir el contrato.